# Font d'Alta

La Font d'Alta, respecte del terme de Castellcir

La Font d'Alta és una font del terme municipal de Castellcir, a la comarca del Moianès.
Està situada a 649 metres d'altitud, a l'esquerra del Torrent del Bosc i a l'esquerra del torrent que prové de la Baga de Serratacó. Podria ser que el nom antic fos Font de l'Àlber, ja que aquest arbre abunda en el lloc.